# Große Pirogowskaja-Straße

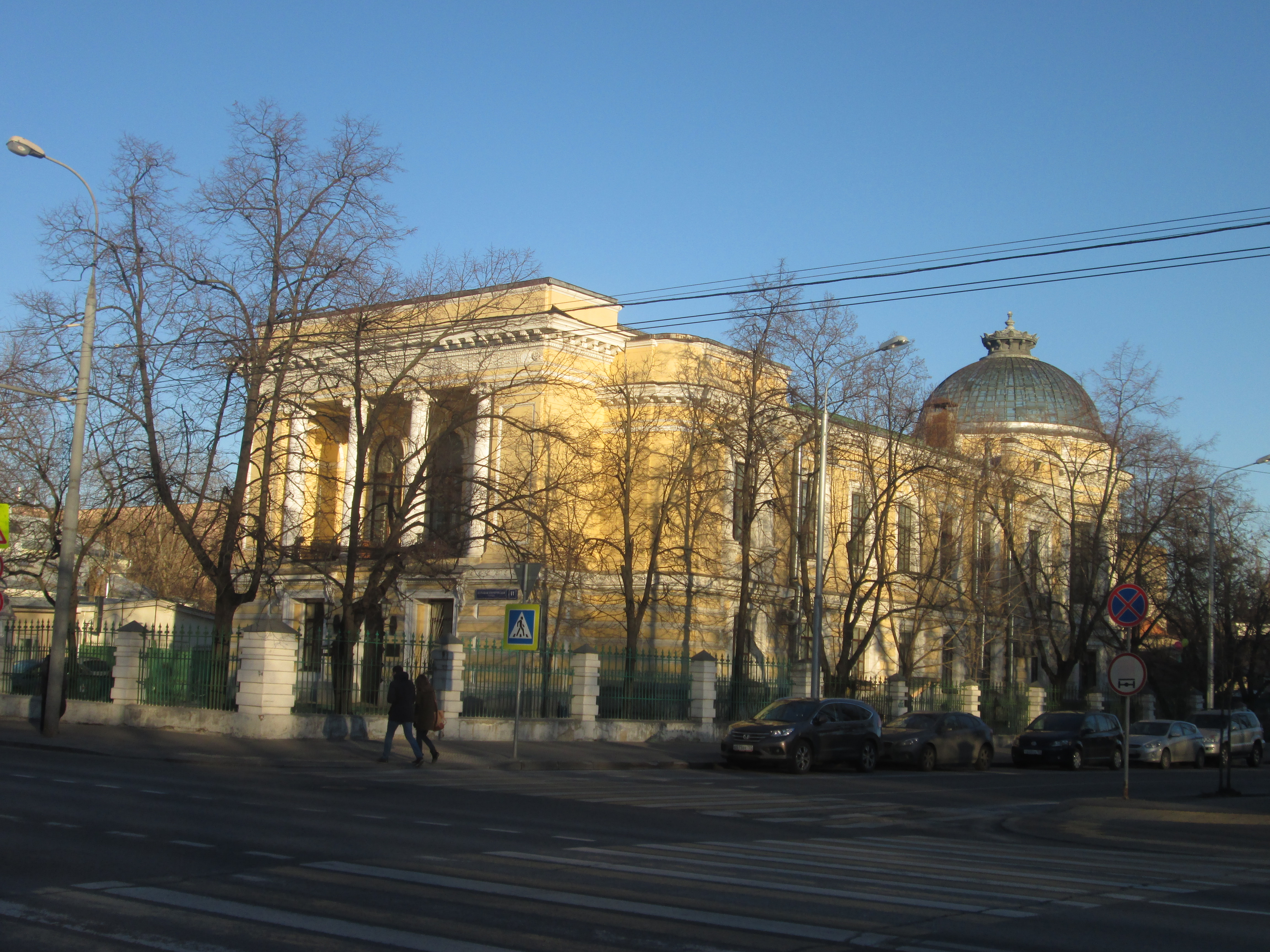
№11. Gause-Institut von RAMN (1893–1896)

Die Große Pirogowskaja-Straße (russisch Большая Пироговская улица), bis 1924 Große Zarizynskaja-Straße, ist eine Straße im Stadtteil Chamowniki im Zentralen Verwaltungsbezirk Moskaus. Sie führt von der Subowskaja-Straße zum Platz des Nowodewitschi-Klosters. Die Länge beträgt 1,75 Kilometer.

## Geschichte
Die Große Pirogowskaja-Straße entstand im 16. Jahrhundert als Weg vom Moskauer Kreml zum Nowodewitschi-Kloster. Dieser Weg lag am ausgedehnten Frauenfeld (russ. Девичье поле). Die Straße bekam ihren ersten Namen nach der dort lebenden ersten Frau Peters I., Jewdokija Fjodorowna Lopuchina. Im Jahre 1924 wurde die Straße in Große-Pirogowskaja-Straße umbenannt – zur Erinnerung an Nikolai Pirogow (da die parallelliegende Kleine Zarizynskaja-Straße gleichzeitig in Kleine Pirogowskaja umbenannt wurde). Das heutige Straßenbild stammt aus dem späten 19. Jahrhundert, als vom Moskau Magistrat 1885 am Frauenfeld ein Gebiet mit einer Fläche von 18 Hektar zur Erbauung eines „medizinischen Areals“ ausgewiesen wurde. Es begann der Bau von mehreren verschiedenen Gebäuden der heutigen Staatlichen Universität Moskau (MGU). 1912 bis 1913 wurde auf dem Frauenfeld eine umfangreiche Grünanlage angelegt.

## Beschreibung
An der Seite mit den ungeraden Hausnummern befinden sich unter anderem:
- das Gebäude der medizinischen und biologischen Fakultät Pirogow-RGMU (N° 9, Architekt war 1909 A. Ostrogradski),
- die Botschaft Vietnams (Architekt war 1892–1894 I.A. Iwanow-Schitz),
- das Gebäude des Weinlagers N° 3 von 1899 (nach der Oktoberrevolution als Betrieb „Elektrostrahl“, jetzt Restaurant „Strahl“),
- das Russische Staatsarchiv Alter Akten (1886),
- die Klinik für Kinderkrankheiten der Setschenow-Medizinischen Universität (N° 19/1, Architekt war 1896 K.M. Bykowski),
- die Hauptverwaltung des Handels des Verteidigungsministeriums (N° 23, Architekt war 1934–1938 I. Golossow),
- ein Wohngebäude im Stil des Sozialistischen Klassizismus aus den 1930er- bis 1950er-Jahren.

Die Seite mit den geraden Hausnummern (Gebäude aus 1880er– bis 1890er-Jahren, Architekt Bykowski) gehört gänzlich zur Setschenow-Universität. In der ersten Hälfte liegt der Frauenfeld-Stadtpark.

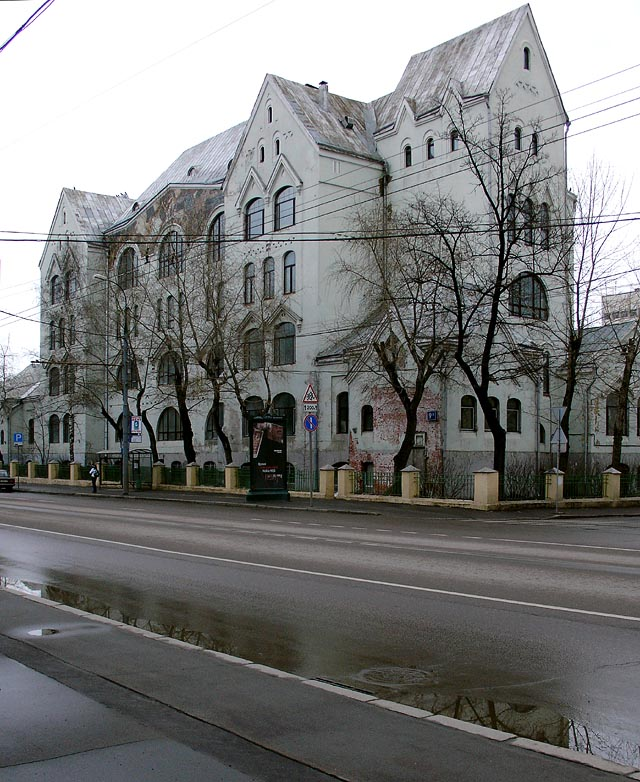
Das Haus N° 9
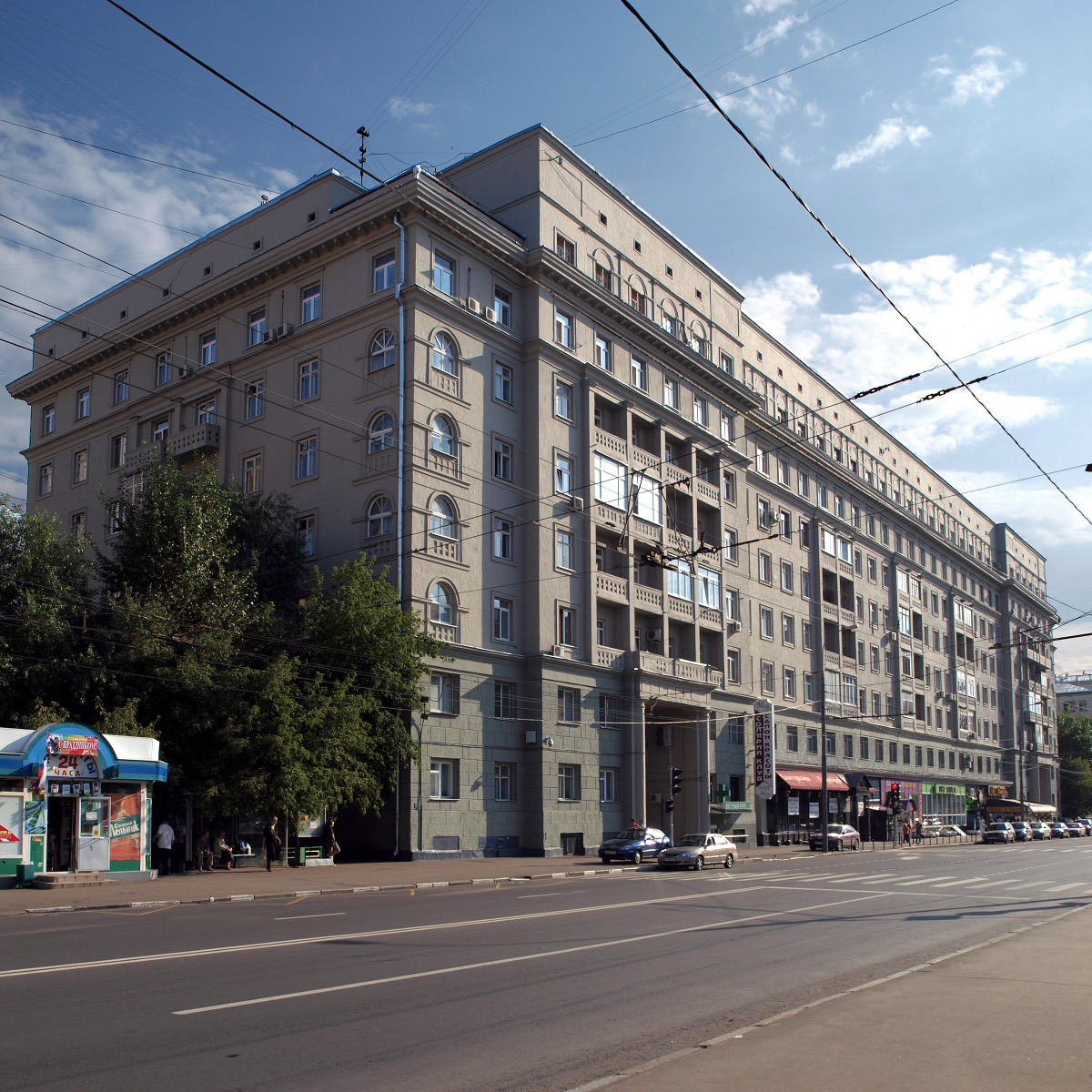
Das Wohngebäude 37–43A
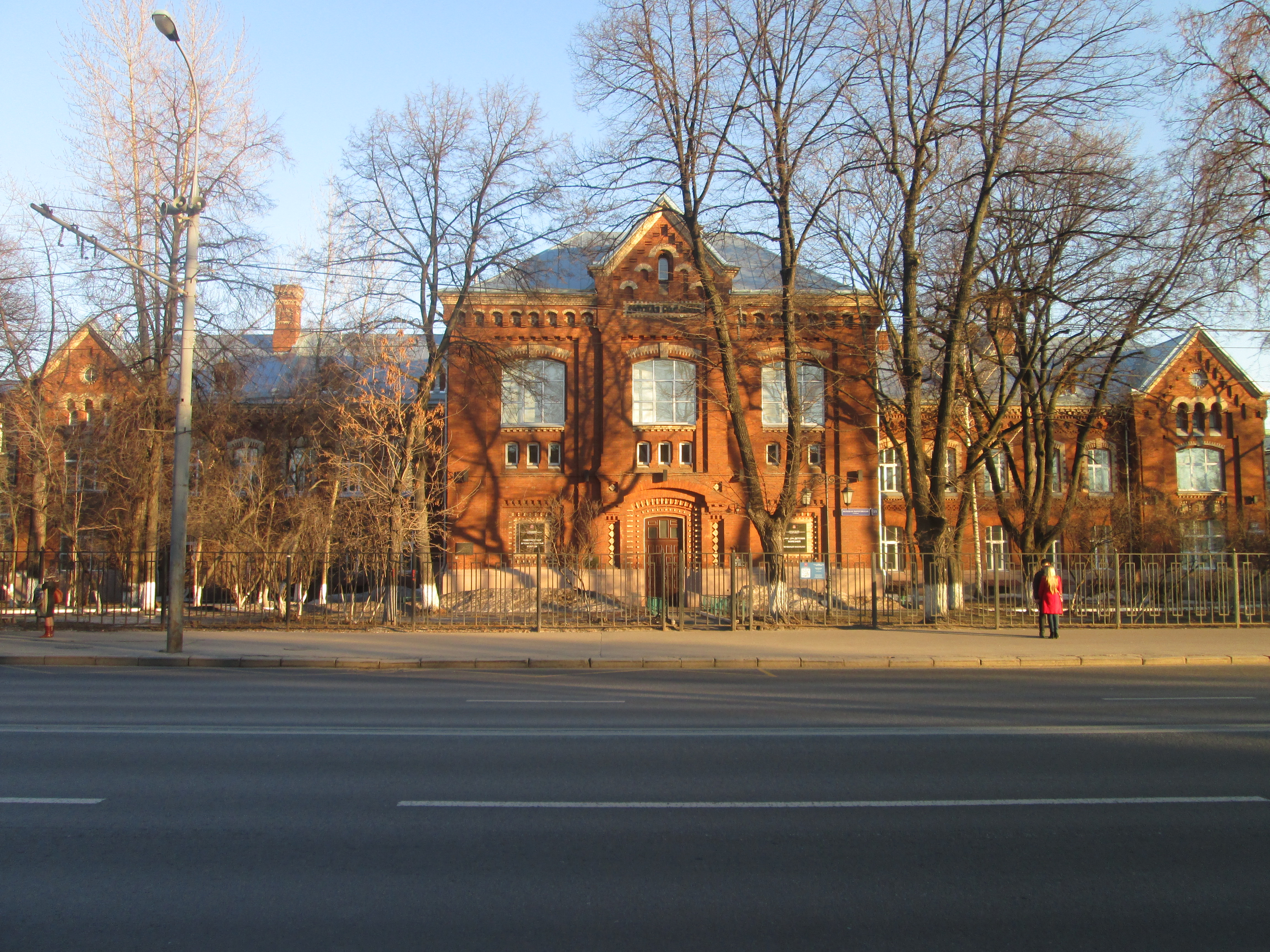
Das Haus 19/1
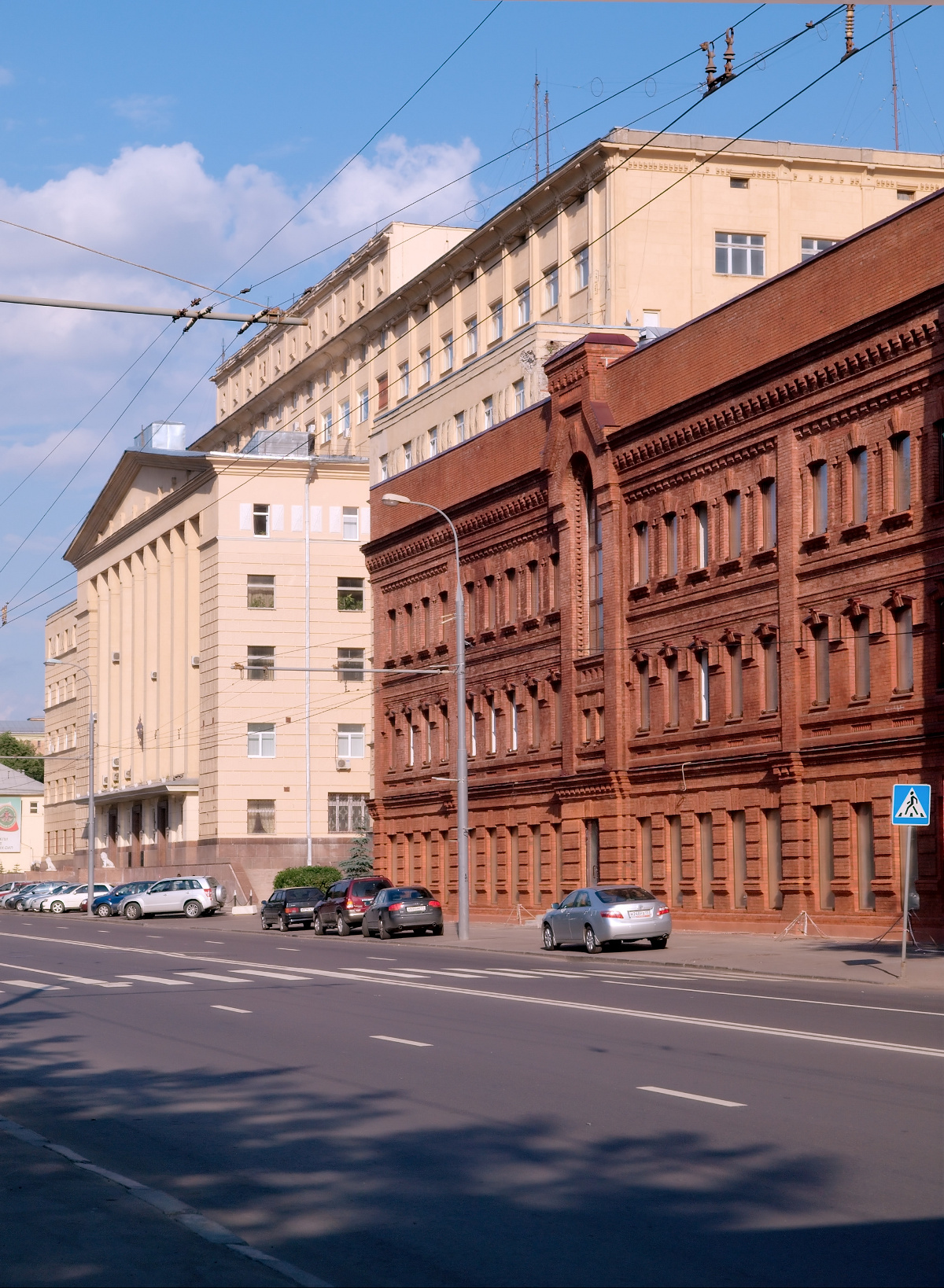
Gebäude 27 und 23 (im Hintergrund)
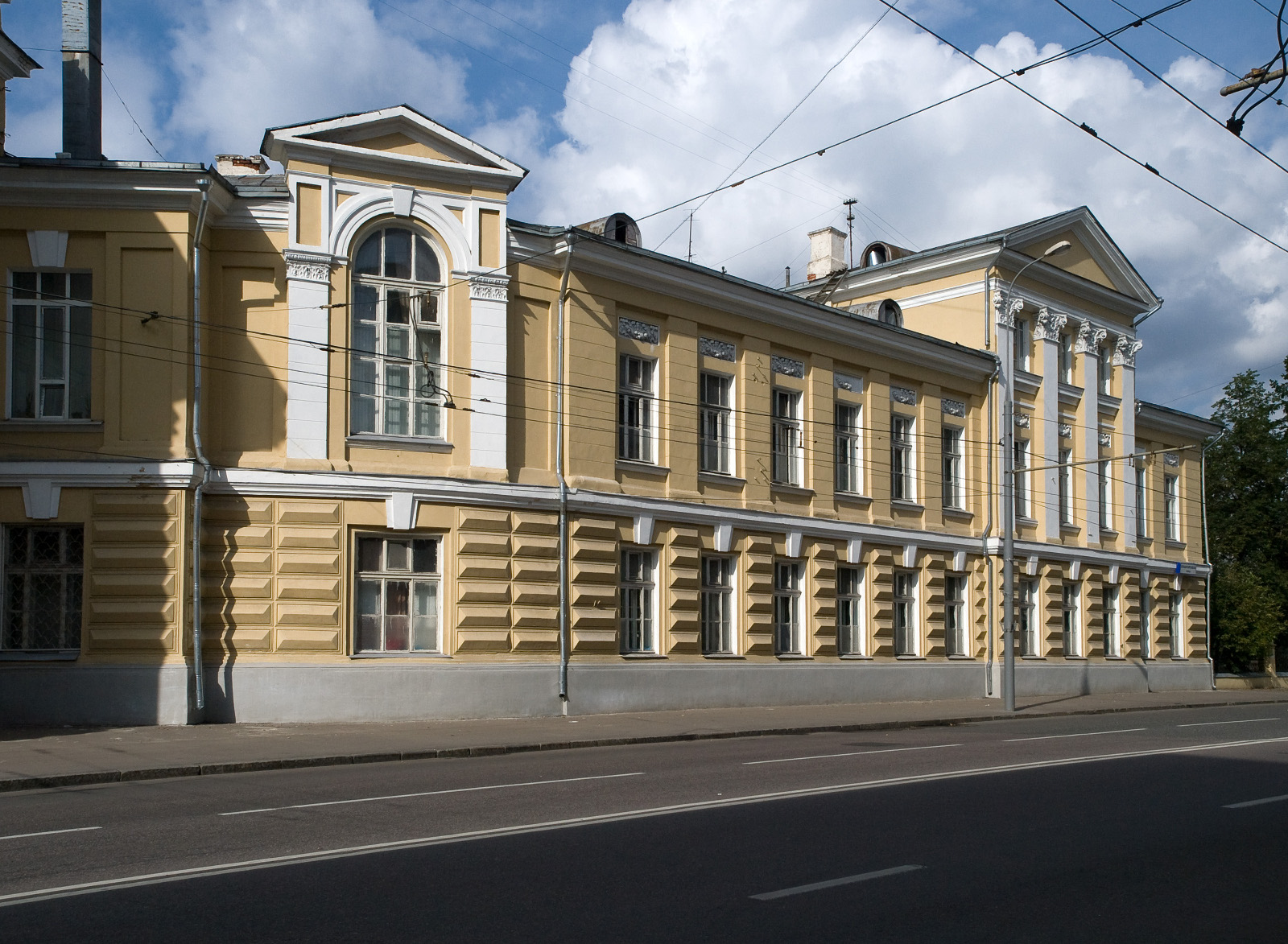
Das Haus 4/1 (Medizinische Klinik)

In der Straße befanden sich Denkmäler für N. I. Pirogow (1887); N. A. Semaschko (1982), I. M. Setschenow (1958), N. F. Filatow (1960), F. F. Erisman (1937), M. A. Bulgakow (2018), und, aus dem Jahre 1972, für die Ärztlichen Helden des Großen Vaterländischen Krieges. Im Park befindet sich auch ein Denkmal für die Piloten der Fernfliegerkräfte (2014).

## Abgerissene Gebäude
- Sieben-Konzils-Kirche.[3] Die Kirche wurde zwischen 1813 und 1833 anstelle einer Holzkirche errichtet, die 1812 während der französischen Invasion abgebrannt war. Unter der Sowjetherrschaft wurde die Kirche für Gottesdienste geschlossen und 1935 abgerissen. Anfang der 1950er-Jahre entstand auf ihrem Platz ein Wohngebäude (Nummer 53/55).
- Olga Keljina-Kindergarten. Das Gebäude im Jugendstil wurde von A. Selenko und I. Kondakow von 1910 bis 1911 errichtet.[4] Im Jahre 1955 wurde es fast vollständig umgebaut. Jetzt befindet sich hier eine Poliklinik des Verteidigungsministeriums (Hausnummer 15).

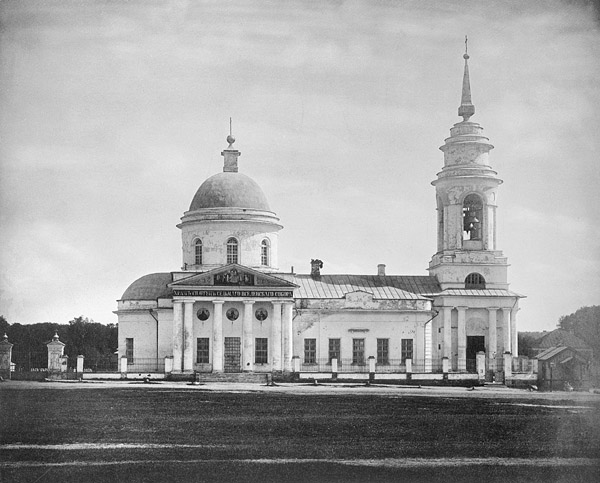
Sieben-Konzils-Kirche
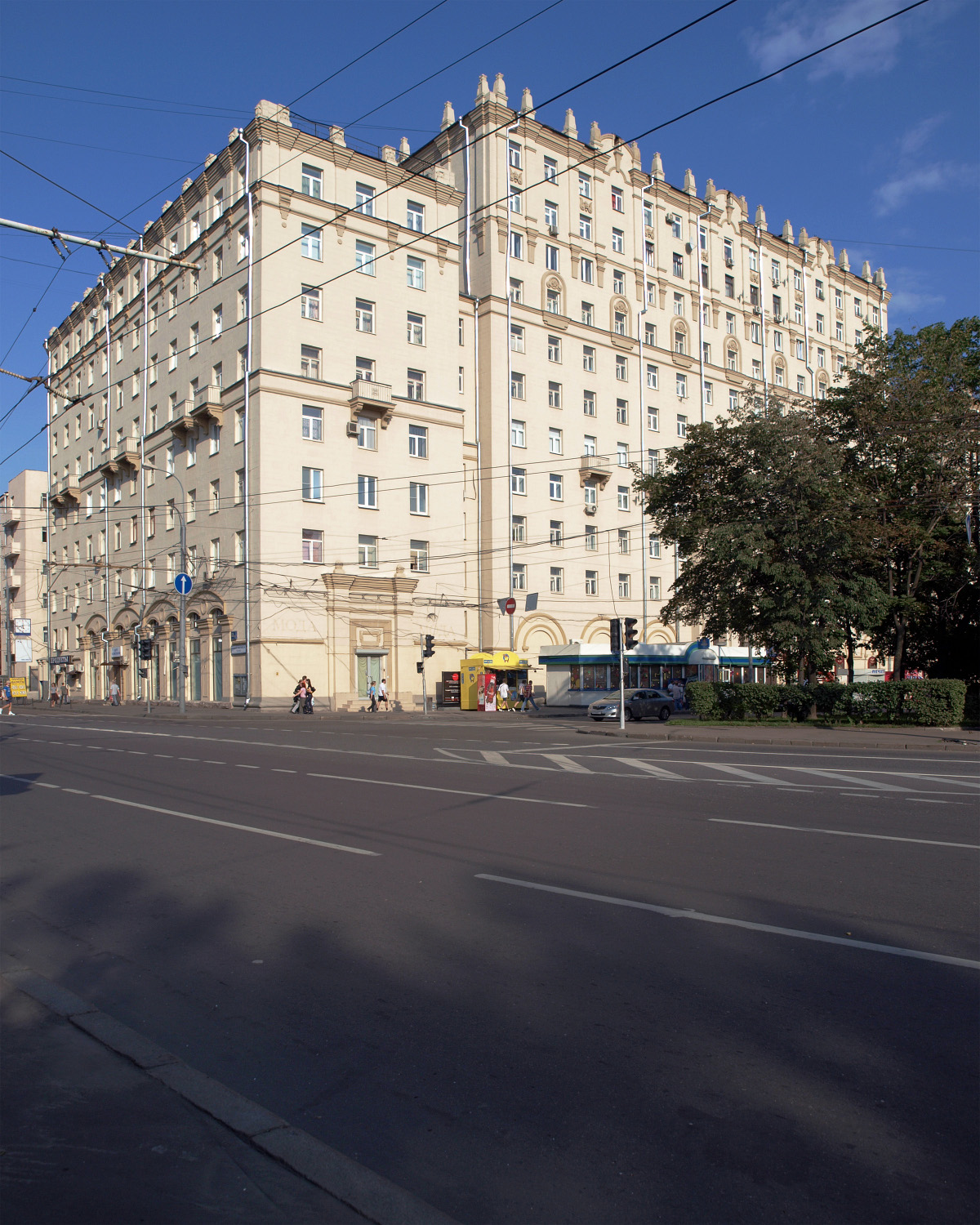
Wohngebäude № 53–55
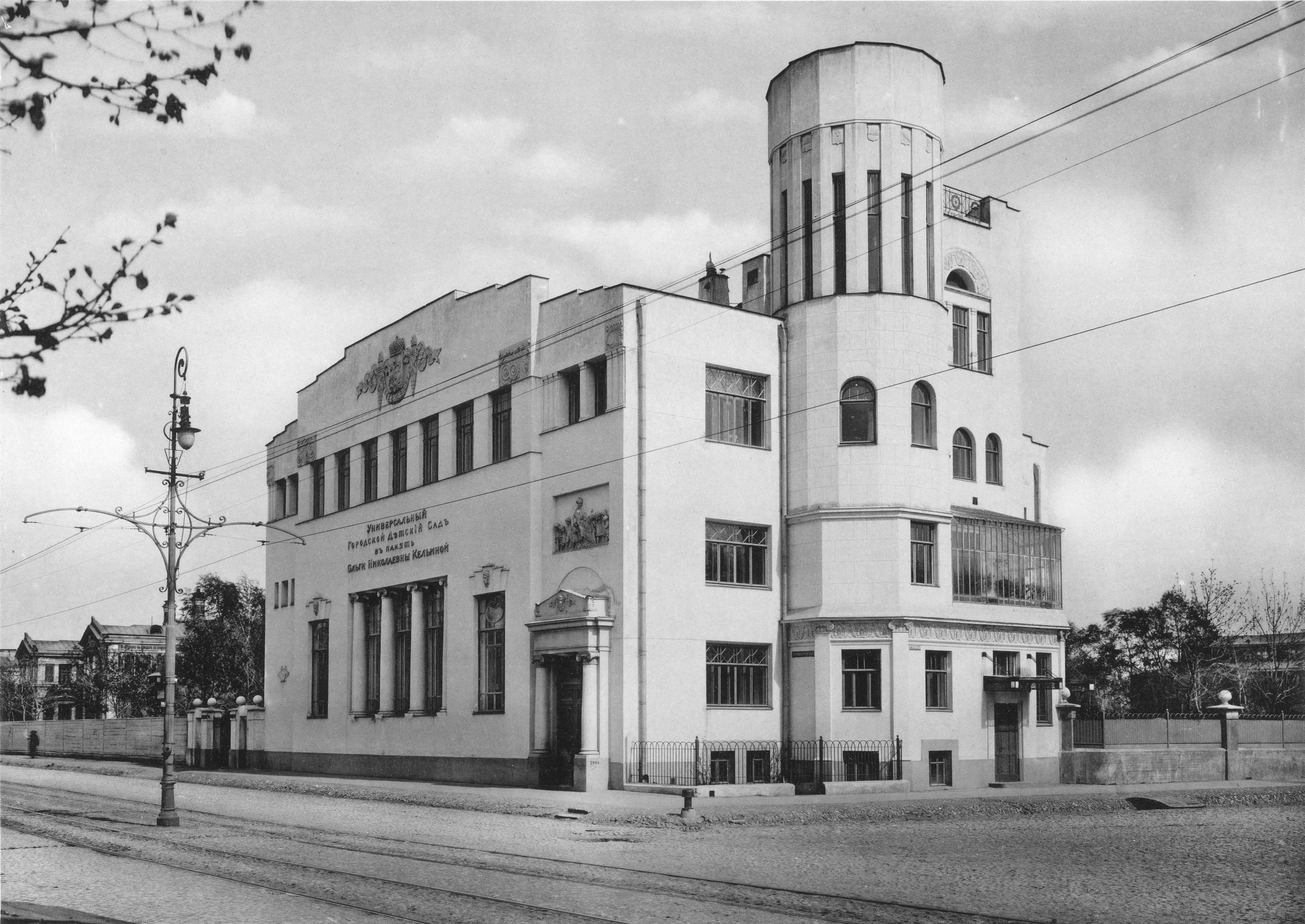
Olga-Keljina-Kindergarten
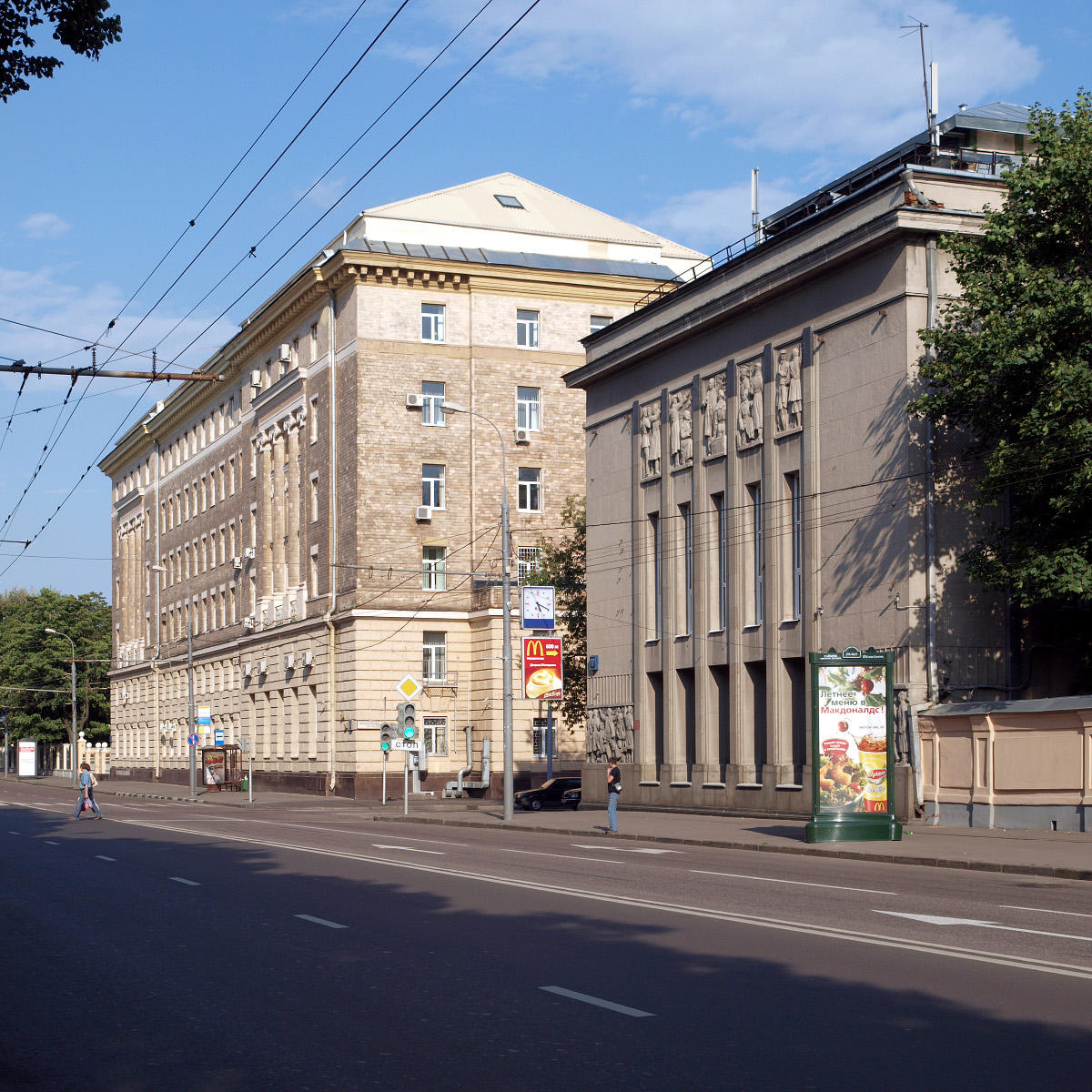
Poliklinik des Verteidigungs- ministeriums